# Агаев, Октай Джафар оглы
Октай Джафар оглы Агаев  (азерб. Oqtay Cəfər oğlu Ağayev; 7 ноября 1934 — 14 ноября 2006) — советский и азербайджанский эстрадный певец. Народный артист Азербайджана (2000).

## Биография
Октай Агаев родился 7 ноября 1934 году в Баку. В 1953 году поступил в Музыкальный техникум имени Асафа Зейналлы. В 1958 году начал выступать в квартете «Гая». Позже был солистом Азербайджанского государственного эстрадного оркестра под руководством Рауфа Гаджиева. В 1962 году выступал с этим оркестром в Кремлёвском дворце. Октай Агаев также выступал с гастролями в Алжире, Марокко, Польше, Чехословакии, Болгарии, Румынии, а также во всех республиках бывшего СССР.
Исполнял песни к таким фильмам как «Найдите ту девушку», «Поединок в горах», «Хлеб поровну» и т. д. Помимо этого Агаев снялся в фильме Вагифа Мустафаева ««Япон» и японец» в роли начальника НКВД Мелик-Бабанова. Октай Агаев также был лауреатом национальной премии «Хумай».
В 2002 году удостоен Персональной стипендии Президента Азербайджанской Республики.
Октай Агаев скончался утром 14 ноября 2006 года от сердечной недостаточности. В этот же день в Азербайджанском государственном театре песни имени Рашида Бейбутова состоялось прощание с артистом. Октай Агаев был похоронен на Ясамальском кладбище в Баку.